# Stegana crescentica
Stegana crescentica är en tvåvingeart som beskrevs av Gupta och Panigrahy 1987. Stegana crescentica ingår i släktet Stegana och familjen daggflugor. Inga underarter finns listade i Catalogue of Life.